# Баркачча
Фонтан Баркачча (итал. Fontana della Barcaccia) — фонтан в стиле барокко на площади Испании в Риме у Испанской лестницы.
Фонтан был построен в 1627(1628) — 1629 гг. по проекту Пьетро Бернини, отца Джованни Лоренцо Бернини по заказу папы Урбана VIII. Название «Баркачча» (баркас) фонтан получил благодаря своей форме полузатопленной лодки и установлен в память о случившемся в 1598 г. наводнении, когда на затопленной площади села на мель лодка.
Фонтан снабжается водой из античного акведука Аква Вирго.

## История и описание
В 1570 Конгрегация по источникам определила «участок акведука под Троицей» в качестве площадки для строительства фонтана, который будет снабжаться водой из нового акведука Аква Вирго, но низкое давление воды на том участке вынудило авторов идеи отказаться от планов. Вместо фонтана была установлена цистерна, ныне исчезнувшая, но оставившая свой след в местной топонимике, например, via dei Condotti (улица каналов, протоков).
Со временем акведук усовершенствовали, и в 1626 году папа Урбан VIII заказал скульптору Пьетро Бернини, который уже работал над расширением акведука, построить фонтан на площади под церковью Сантиссима-Тринита-дей-Монти. В те времена она стояла на краю откоса, где сегодня располагается Испанская лестница. Работа была завершена в 1629 году, Пьетро Бернини также помогал его сын Джованни Лоренцо, который, вероятно, и завершил создание фонтана после смерти отца.
Реализация проекта фонтана позволила преодолеть технические трудности из-за низкого давления акведука Аква Вирго в этом конкретном месте. Бернини решил недостаток, создав полупогруженный лодочный фонтан в овальном бассейне, слегка под поверхностью земли, с носом и кормой одинаковой формы, очень приподнятой относительно нижних боковых краев, чуть выше уровня бассейна. В центре лодки короткая балюстрада держит небольшую продолговатую ванну, с двух сторон которой вытекает поток воды, заполняющий лодку, и затем стекает с низких боковых краев в бассейн ниже. Вода также течет и из шести других точек (три отверстия на корме и три на носу лодки): две солнечные скульптуры с человеческим лицом выбрасывают воду в резервуар внутри лодки, а четыре круглых отверстия (по две с каждой стороны) обращены наружу, подобно пушкам. Также фонтан украшают две папские эмблемы, расположенные на внешних сторонах лодки между двумя пушечными отверстиями: на них изображены тиара и пчелы — геральдический символ семьи понтификов (могущественного итальянского семейства Барберини).
Впервые фонтан был задуман как скульптурное произведение, отходящее от канонов классической ванны геометрических форм.

## Повреждения
15 мая 2007 года четыре пьяных иммигранта повредили монументальный фонтан с помощью большой отвертки, оставив глубокую царапину, которая привела к отрыву значительной части папского герба. Карабинеры, бросившиеся на место происшествия, подверглись нападению со стороны четырех вандалов, но их все же удалось арестовать и предотвратить дальнейший ущерб.
19 февраля 2015 года, вскоре после завершения реставрационных работ, фонтан был поврежден в ходе фанатских беспорядков перед игрой голландской футбольной команды «Фейеноорд» и итальянской «Ромы». Брошенные стеклянные бутылки оставили на фонтане царапины и сколы. По словам специалистов, был нанесен серьезный ущерб, так как он не подлежит восстановлению.